# Букове (заповідне урочище)
Букове — заповідне урочище місцевого значення. Об'єкт розташований на території Надвінянського району Івано-Франківської області, Хрипелівське лісництво, квартал 5, виділи 7—10, квартал 6, виділи 1—3.
Площа — 52,0000 га, статус отриманий у 1993 році.